# همر گیتارز
همر گیتارز (انگلیسی: Hamer Guitars) شرکت تجهیزات موسیقی آمریکایی است، که در سال ۱۹۷۳ تأسیس شد.